# سام لرنر
سام لرنر (انگلیسی: Sam Lerner؛ زادهٔ ۲۷ سپتامبر ۱۹۹۲) یک هنرپیشه اهل ایالات متحده آمریکا است. وی از سال ۲۰۰۳ میلادی تاکنون مشغول فعالیت بوده‌است.
از فیلم‌ها یا برنامه‌های تلویزیونی که وی در آن نقش داشته است می‌توان به خانهٔ هیولا اشاره کرد.